# Acacio (nome)
Acacio  è un nome proprio di persona italiano maschile.

## Varianti
- Maschili: Acazio[1]
- Femminili: Acacia[2]

### Varianti in altre lingue
- Basco: Akaki[3]
  - Femminili: Akake[3]
- Catalano: Acaci[3]
  - Femminili: Acacia[3]
- ceco: Akátius
- Croato: Akacije
- Georgiano: აკაკი (Ak'ak'i)[4]
- Greco antico: Ἀκάκιος (Akakios)[2][4][5], Ἂκακος (Akakos)[5]
  - Femminili: Ἀκακία (Akakia)[5]
- Greco moderno: Ακακιος (Akakios)[4]
- Latino: Acacius[1][2][5], Acatius[1], Acathius[1], Acacus[5]
  - Femminili: Acacia[5]
- Polacco: Achacjusz, Achacy
- Portoghese: Acácio
- Russo: Акакий (Akakij)
- Serbo: Акакије (Akakije)
- Spagnolo: Acacio[3]
  - Femminili: Acacia[3]
- Tedesco: Achatius

## Origine e diffusione
Deriva da Acacius, forma latinizzata del nome greco Ακακιος (Akakios), composto da κᾰκός (kakós), o κᾰ́κη (kákē), "male", "malvagità", preceduto da un'alfa privativa; il significato è quindi "innocente", "senza malizia", "non malvagio", "privo del male".
In italiano, il nome è leggermente più diffuso al femminile, probabilmente per associazione con la pianta dell'acacia; inoltre viene a volte confuso con un altro simile, Agazio. Parimenti, in ungherese il nome Ákos viene talvolta ricollegato ad Acacio, ma l'etimologia è in realtà differente.
Questo nome venne portato da alcuni santi dei primi secoli, nonché da Acacio, vescovo di Cesarea di Palestina (da cui prende il nome la setta degli Acaciani) e da Acacio, patriarca di Costantinopoli, ispiratore dello scisma acaciano

## Onomastico

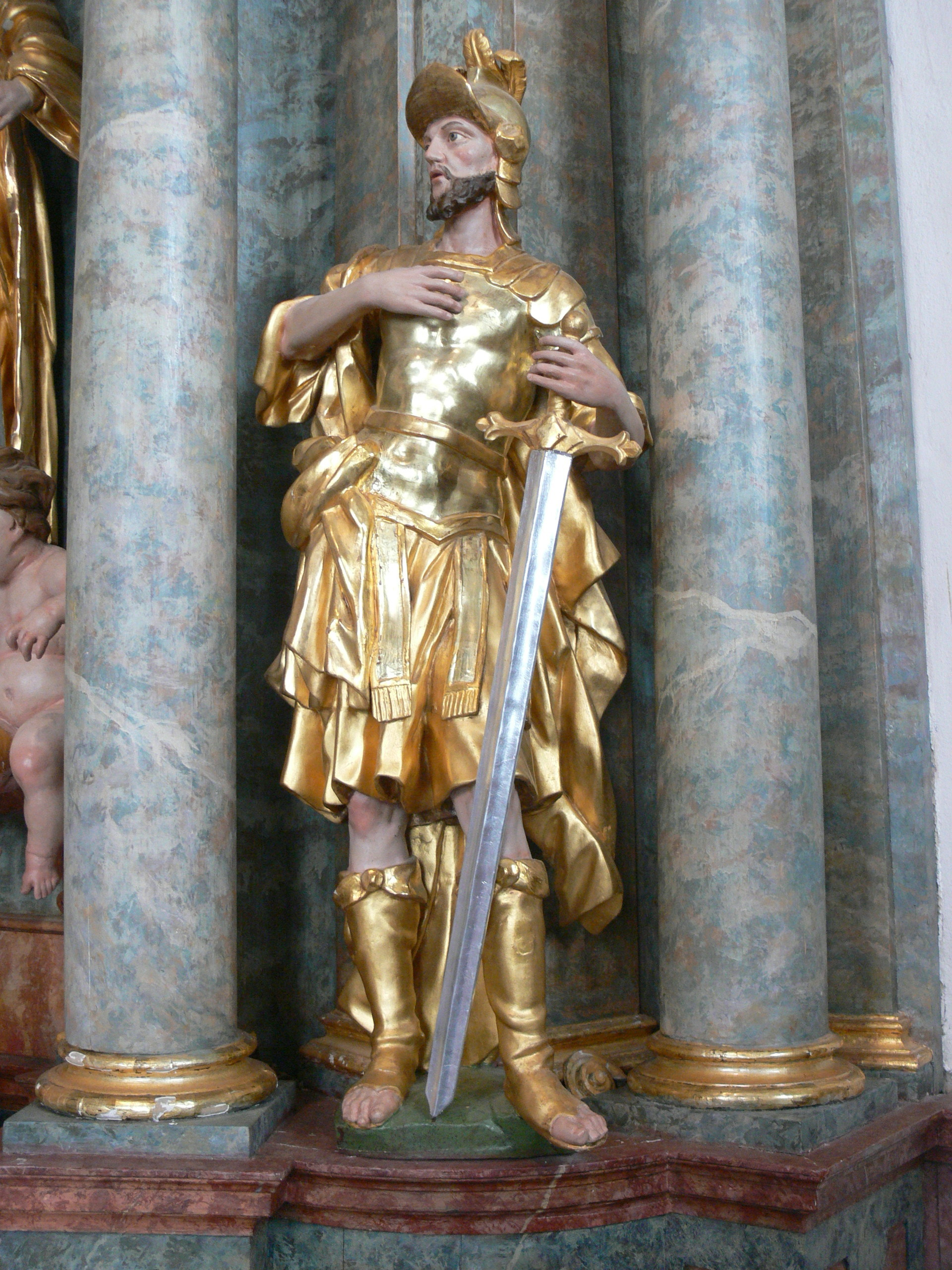
Statua di sant'Acacio di Bisanzio a Kájov

L'onomastico si può festeggiare in memoria di vari santi, alle date seguenti:
- 15 febbraio, beato Acacio Calleja Santamaría, religioso, uno dei martiri della guerra civile spagnola[6]
- 31 marzo, sant'Acacio Agatangelo, vescovo di Hither in Asia[7]
- 9 aprile, sant'Acacio, vescovo di Amida[6][7]
- 17 aprile, sant'Acacio, vescovo di Melitene[6]
- 28 aprile, sant'Acazio o Acasio, martire a Prusa con i santi Menandro, Patrizio e Polieno[8]
- 8 maggio, sant'Acacio, centurione romano, martire a Bisanzio sotto Diocleziano[6][7]
- 28 luglio, sant'Acacio o Acazio, vescovo, martire a Mileto sotto Licinio[6][7]
- 27 novembre, sant'Acacio, sacerdote, martire con sant'Irenaco ed altre compagne a Sebaste sotto Diocleziano[7]

## Persone
- Acacio, patriarca di Costantinopoli
- Acacio, vescovo di Amida
- Acacio, vescovo di Beroea
- Acacio, vescovo di Cesarea, scrittore e teologo
- Acacio, vescovo di Melitene
- Acacio, militare bizantino
- Acacio Antonio de Ripoll, giurista spagnolo

### Variante Acácio

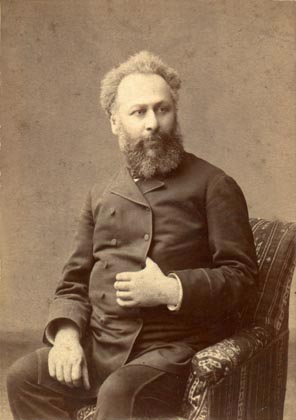
Ak'ak'i Tsereteli

- Acácio Cordeiro Barreto, calciatore brasiliano
- Acácio da Silva, dirigente sportivo e ciclista su strada portoghese
- Acácio Mesquita, calciatore portoghese
- Acácio Quifucussa, judoka angolano

### Variante Akaki
- Akaki Chachua, lottatore georgiano
- Akaki Gogia, calciatore tedesco
- Akaki Khorava, attore georgiano
- Ak'ak'i Tsereteli, poeta e scrittore georgiano